# 刘喆 (海军)
刘喆（1970年12月—），籍贯不详。中国共产党党员。毕业于中国人民公安大学，曾任辽宁舰副舰长，2016年5月接任张峥任辽宁舰舰长一职。

## 人物经历
1993年，毕业于中国人民公安大学。毕业后，特招到陆军部队当军官，随后刘喆在军事科学院完成战略学博士。从军事科学院战略学博士毕业的刘喆当上了海军“嘉兴”号护卫舰见习部门长，后曾任护卫舰导水长、驱逐舰导水长、作训科参谋、驱逐舰副舰长。2005年1月，任海军东海舰队054级导弹护卫舰“马鞍山”号舰长，有“博士舰长”之称。2016年5月，任辽宁舰舰长。2019年12月12日，晋升海军少将军衔。

## 公共活动
2017年8月26日，刘喆应邀参加中央电视台《开讲啦》栏目。